# (5001) EMP
(5001) EMP est un astéroïde de la ceinture principale.

## Description
(5001) EMP est un astéroïde de la ceinture principale. Il fut découvert le 19 septembre 1987 à la station Anderson Mesa par Edward L. G. Bowell. Il présente une orbite caractérisée par un demi-grand axe de 2,67 UA, une excentricité de 0,17 et une inclinaison de 13,7° par rapport à l'écliptique.

## Nom
Cet astéroïde a été nommé par le Comité des noms du Centre des planètes mineures en référence aux "Planète Ehfemeridy Malykh" ou "Ephemerides of Minor Planets" (ou EMP), qui sont la publication annuelle des éphémérides des planètes mineures numérotées, et des mises à jour des éléments orbitaux de ces corps à une époque actuelle. De nombreuses améliorations de l'orbite sont également incluses dans l'EMP, chaque année. Sous les auspices de la Commission 20 de l'Union astronomique internationale (UAI), l'EMP, successeur des anciens volumes "Kleine Planeten", est publié depuis 1948 par le département des planètes et comètes mineures de l'Institut d'astronomie théorique de Saint-Pétersbourg (en russe Институт теоретической астрономии (ru)). L'EMP est également disponible dans une édition sur disquette.
l'Institut d'astronomie théorique  de Saint-Pétersbourg est également mis à l'honneur par un astéroïde qui porte son nom : (1735) ITA.

## Compléments